# Murmelmühlenschanze
Die Murmelmühlenschanze war eine Skisprungschanze in Johanngeorgenstadt im sächsischen Erzgebirge.

## Geschichte
Nachdem die bereits 1908 unterhalb des Bahnhofs von Johanngeorgenstadt errichtete Sprungschanze nicht mehr genutzt werden konnte, wurde nach einem neuen Standort gesucht. Durch Arbeitersportler aus Johanngeorgenstadt und Umgebung wurde am Eingang des Lehmergrundes im Laufe des Jahres 1920 eine neue Sprungschanze errichtet. Ausgewählt wurde dazu ein Südhang. Die feierliche Einweihung, bei der der Sprunganlage der Name Murmelmühlenschanze verliehen wurde, fand am 15. Januar 1921 statt.
Aufgrund der Südlage des Standortes gab es jedoch bereits von Anfang an Probleme wegen des frühzeitigen Tauens des Schnees und der damit verbundenen Schneeunsicherheit.
Nachdem am 30. Dezember 1923 der Wintersportverein in Johanngeorgenstadt unweit des Bahnhofs im Schwarzwassertal eine neue Schanze errichtete, die zu Ehren eines 1918 gefallenen Vereinsmitglieds den Namen Hans-Heinz-Schanze erhielt, bemühte sich die Arbeitersportler in Zusammenarbeit mit der Wintersport-Interessen-Gemeinschaft Johanngeorgenstadt um die Errichtung einer neuen Sprungschanze in schneesicherer Lage. Sie fanden schräg gegenüber der Murmelmühlenschanze, die daraufhin abgerissen wurde, an der Nordseite des Lehmergrundes einen geeigneten Bauplatz. Die Einweihung der neuen Lehmergrundschanze fand 1931 statt. 
Der Standort der Murmelmühlenschante ist noch heute im Gelände gut erkennbar.

## Technische Daten
- K-Punkt: 36 m[2]